# Sant'Angelo in Trigillo
Sant'Angelo in Trigillo is een plaats (frazione) in de Italiaanse gemeente Leonessa.